# François Seydoux de Clausonne
François Seydoux (n. 15 februarie 1905, Berlin, Imperiul German – d. 30 august 1981, Paris, Franța) a fost un diplomat francez. A publicat lucrări referitoare la activitatea sa.

## Biografie
Auguste Louis François Seydoux Fornier de Clausonne era fiul lui Mathilde Fornier de Clausonne și al lui Charles-Louis-Auguste-Jacques Seydoux. El era, de asemenea, fratele lui René Seydoux Fornier de Clausonne, al Georgettei Seydoux Fornier de Clausonne și al lui Roger Seydoux Fornier de Clausonne și unchiul omului politic monegasc Balthazar Seydoux. Este astfel nepot, fiu, frate, socru și bunic de diplomați.
François Seydoux a studiat filosofia și dreptul înainte de a îmbrățișa cariera diplomatică în 1928. A lucrat ca secretar la Ambasada Franței de la Berlin și a fost transferat în 1936 la Ministerul Afacerilor Externe. În 1942 s-a alăturat Rezistenței.
După război, a fost director al Afacerilor Europei la Ministerul Afacerilor Externe în 1949, ambasador al Franței la Viena în 1955 și, mai ales, ambasador al Franței la Bonn în două rânduri (1958–1962 și 1965–1970). A fost reprezentant permanent al Franței la NATO între 1962 și 1965, în timpul Afacerii Paștelui. Rolul său în încheierea Tratatului de la Élysée i-a adus Premiul Internațional Carol cel Mare în 1970.
Ulterior, a fost consilier de stat și a ocupat funcții de administrator în cadrul agenției Havas, al Oficiului de Radiodifuziune-Televiziune Franceză (ORTF) și al consiliului superior al Agenției France-Presse. Timp de aproximativ zece ani, a ținut și o cronică în Revue des Deux Mondes. A prezidat Uniunea Franceză pentru Salvarea Copilăriei din 1970 până în 1981.
A fost mare ofițer al Ordinului Național al Legiunii de Onoare.